# 冯仁恩
冯仁恩（1913年1月—2005年1月22日），湖北省麻城县人。中国人民解放军少将。

## 生平
1928年，参加中国工农红军，后担任红四方面军供给部粮秣供给科科长，参加反围剿战役和长征。1938年，任新四军竹沟留守处警卫大队副大队长。1939年起，先后任中共河南省信应地委军事部副部长，新四军豫鄂挺进纵队信应总队副总队长兼参谋长。1941年起，历任新四军第五师第二纵队司令员，新四军第五师十三旅三十八团团长。1946年，任渤海军区三分区副司令员、司令员。一九四九年任华东军政大学二部主任。
中华人民共和国成立后，曾任中国人民解放军第33军九十八师师长，公安十五师师长。1954年起，曾任山东省潍坊军分区司令员，昌潍军分区司令员，守备十九师师长，烟台军分区司令员。1964年起，任山东省军区副司令员。1965年，晋升为少将军衔。2005年1月22日去世。